# Caio Júnior
Luiz Carlos Sarolli (* 8. März 1965 in Cascavel; † 28. November 2016 in La Unión), auch bekannt als Caio Júnior, war ein brasilianischer Fußballspieler und -trainer.

## Karriere
Caio Júnior begann seine Karriere 1985 beim Erstligisten Grêmio FBPA. 1987 wechselte er nach Portugal. Hier unterschrieb er einen Vertrag beim Erstligisten Vitória Guimarães. 1988 erreichte er mit dem Verein das Finale des Taça de Portugal. Für den Verein bestritt er 106 Erstligaspiele und schoss dabei 27 Tore. 1992 wechselte er zum Zweitligisten CF Estrela Amadora. 1993 feierte er mit dem Verein die Zweitligameisterschaft und den Aufstieg in die erste Liga. Danach spielte er bei SC Internacional, Belenenses Lissabon und Paraná Clube.